# Myndus neopusilla
Myndus neopusilla är en insektsart som beskrevs av Kramer 1979. Myndus neopusilla ingår i släktet Myndus och familjen kilstritar. Inga underarter finns listade i Catalogue of Life.